# Austrophorocera meridionalis
Austrophorocera meridionalis là một loài ruồi trong họ Tachinidae.